# 维德河畔施泰讷巴赫
维德河畔施泰讷巴赫是德国莱茵兰-普法尔茨州的一个市镇。总面积8.30平方公里，总人口793人，其中男性416人，女性377人（2011年12月31日），人口密度96人/平方公里。